# Heimkommen
Heimkommen (in Hashtag-Schreibweise #heimkommen) ist ein Werbespot des Einzelhandelsunternehmens Edeka. Der Ende November 2015 veröffentlichte Clip wurde als virales Video vielfach verbreitet und erhielt weltweite Aufmerksamkeit. Der Spot gilt als ästhetisch wie emotional besonders ansprechendes Beispiel eines Werbefilms. Die Handlung ruft starke Emotionen hervor, was für einen deutschen Werbefilm bislang ungewöhnlich war.

## Handlung
Der Kurzfilm erzählt von einem durchaus vermögenden Großvater, der nach der regelmäßigen Absage seiner Kinder und Enkel mehrere Jahre hintereinander das Weihnachtsfest alleine verbringt. Danach sieht man die Kinder mit der Todesnachricht des Großvaters. Als sie alle zur Trauerfeier eintreffen, zeigt sich ihnen der keineswegs tote Mann mit den Worten: „Wie hätte ich euch denn sonst alle zusammenbringen sollen?“ Anschließend sieht man die ganze Familie beim gemeinsamen Feiern.

## Produktion
Die verantwortliche Werbeagentur ist Jung von Matt. Alex Feil ist Regisseur des 1:46 Minuten langen Clips, der in Prag und Bangkok gedreht wurde. Die Rolle des Großvaters spielt der britische Schauspieler Arthur Nightingale, der synchronisiert wurde. Da es Edeka in Großbritannien nicht gibt, kannte er Edeka vor dem Dreh des Werbespots nicht und hat auch noch nie dort eingekauft. Die Schauspielerin Stella Stocker spielt seine Tochter. Die Idee sowie der erste Script-Entwurf des Spots stammen von dem Schriftsteller Simon Urban, der davon berichtet, dass der Film in der Ur-Version noch „Das letzte Mahl“ geheißen habe. Für den Spot schrieb Florian Lakenmacher von der Hamburger Produktionsfirma Supreme Music ein eigenes Lied mit dem Titel Dad, das die Oldenburger Sängerin Neele Ternes singt. Laut Jens Pfau von der Agentur Jung und Matt, der den Spot entwickelte, war beim Kundenbriefing ein „emotionaler Weihnachtsgruß an Deutschland“ angefragt worden. Man gehe davon aus, dass die emotionale anrührende Geschichte noch Jahre von sich reden machen werde. Der Spot ist mit 1:46 Minuten vergleichsweise lang, was mit Forschungsergebnissen zum Auslösen von Gefühlen übereinstimmt: Humor, Angst, Schreck oder Ekel auszulösen, geht in viel kürzerer Zeit als Trauer zu erzeugen, die einer längeren Erzählung bedarf.
In voller Länge ist der Werbespot nur auf YouTube zu sehen, im Fernsehen wird eine gekürzte Version gezeigt. Das von der Sängerin Neele Ternes interpretierte Lied Dad wurde gleichzeitig zusätzlich bei SoundCloud veröffentlicht und über 150.000 Mal aufgerufen. Ab 11. Dezember wurde es auch als Single angeboten, stieg nach einer Woche auf Platz 43 der deutschen Charts ein und erreichte schließlich Rang 32. Die Erlöse der kostenpflichtigen Downloads spendet EDEKA laut eigenen Angaben an die karitativen Besuchsdienste für einsame Menschen.

## Wahrnehmung

### Abrufzahlen
Das Video wurde am 28. November, dem ersten Adventssamstag, veröffentlicht. Innerhalb der ersten 24 Stunden wurde es bei Facebook 5 Millionen Mal und bei YouTube 1,2 Millionen Mal angesehen. Nach einer Woche lag die Abrufzahl bei YouTube über 30 Millionen und Mitte Dezember bei etwa 42 Millionen. In den sozialen Medien wurde das Video überwiegend positiv aufgenommen und verbreitete sich etwa dreimal so schnell wie das Anfang 2014 geschaltete Internetmusikvideo mit dem für Edeka umgeschriebenen Lied Supergeil. Es erreichte auch höhere Abrufzahlen als das virale Video Kassensymphonie vom Dezember 2014, bei dem durch die Töne von Scannerkassen Jingle Bells gespielt wird.
Ein britisches Marketingmagazin stellte eine weltweite Rangliste vergleichbarer Weihnachtswerbespots 2015 auf, #heimkommen führte mit über 33 Millionen Klicks nach einer Woche Laufzeit deutlich vor Spots der Supermarktketten John Lewis und Sainsbury. Der Stuttgarter Zeitung zufolge sei Werbung, wenn sie den Zeitgeist treffe, kein wegzuklickendes Ärgernis – sondern werde gerne angesehen und weiterverbreitet. Bei den Shares, der Anzahl in sozialen Medien geteilten Inhalte, liegt das Video deutlich vor britischen und deutschen Weihnachtsclips.

### Umfeld
Entsprechend emotionale Werbespots für Weihnachten sind bei englischsprachigen Handelsketten durchaus üblich, aber bei deutschen Firmen bislang so nicht verwendet worden. Das Narrativ des einsamen alten Mannes und seiner Familienbeziehung ist 2015 mehrfach thematisiert worden, unter anderem bei dem für Parodien bekannten Streaming-Portal Pornhub. Ebenso hat die britische Aldigruppe 2015 den Weihnachtswerbespot der Warenhausgruppe John Lewis mit einem älteren Mann auf dem Mond zur Eigenwerbung für günstige(re) Teleskope umgemünzt.

### Nachahmer
Die Edeka-Werbung wurde mehrfach aufgegriffen und weiterverarbeitet. Die Deutsche Bahn veröffentlichte im Internet eine Fotomontage und setzte den Großvater in einen ICE-Speisewagen mit der Beschriftung: „Lieber Opa, warte nicht, bis sie zu Dir kommen.“ Eine italienische Agentur hat Anfang Dezember 2015 den Spot komplett neu gedreht und im italienischen Umfeld angesiedelt; der Großvater möchte in dem Fall seine Parmesanvorräte nicht schlecht werden lassen.
Für die Fernsehshow Circus HalliGalli wurde eine Parodie auf den Spot gedreht, in der der von Udo Walz verkörperte Großvater Udo, als er sich als lebendig erweist, erst von Olli, Joko und Klaas wüst beschimpft und schließlich von Oma Violetta erschossen wird.

### Rezeption
In der Presse war das Echo zwiespältig, einerseits wurde die emotionale Ansprache hervorgehoben und auch der Werbeerfolg gewürdigt, andererseits wurde der vorgetäuschte Tod kritisch betrachtet. So bezeichnete die Tageszeitung Die Welt den Werbespot als „super-geschmacklos“. Die ARD berichtete über durchaus zwiespältige Reaktionen im Netz. Der Film fand auch im Ausland Beachtung, so in Österreich oder in den USA. In Australien fiel ein deutlich dunklerer und angsteinflößender Ton auf, insbesondere im Vergleich zu den heimischen Weihnachtsspots, die in einem Fall als zu white-bread (spießig), in anderem Falle wegen eines recht campy dargestellten Rentier Rudolph kritisiert worden waren. Die irische Boulevardzeitung Sun stellte Parallelen zu den John-Lewis-Spots fest. Le Point in Frankreich betonte die große Reichweite und emotionale Botschaft des Spots, ähnlich der französischsprachige Fernsehsender TNTV auf Tahiti.
Die Süddeutsche Zeitung sprach von einer strategisch sehr modernen Werbung, die auch rein ästhetisch ein Meisterstück des Werbefilms darstelle. Die Inszenierung erzähle in den 57 Einstellungen eine Geschichte, die auch fürs Kino taugen würde. Frank Zimmer, Redaktionsleiter Online von W&V, lobt die „integrierte Kommunikation wie aus dem Lehrbuch“, weil die „Botschaft auf allen Kanälen – von Facebook über Soundcloud bis Kino und TV“ verbreitet werde. Die emotionale Tiefe ist nicht unbedingt auch verkaufsfördernd, die vielen emotional belasteten Momente des Films würden, so eine Studie der Ratingagentur Advertising, unter Umständen sogar als Antiwerbung wirken. Andere sehen den Spot als emotionale Benchmark der Werbebranche für 2015 und mutige Entscheidung. Die Medienwissenschaftlerin Meike Uhrig sieht den Clip als Teil einer Tendenz, schnelle Produktwerbung zugunsten aufwändiger produzierter und mittelfristig angelegter Image-Kampagnen aufzugeben.
Die evangelische Regionalbischöfin Susanne Breit-Keßler bezeichnete den Film als eine „Predigt im Kleinen“, die zu „Menschlichkeit und Warmherzigkeit an Weihnachten“ aufrufe. Vor dem Hintergrund, dass Mitarbeiter seiner Organisation oftmals die einzigen sind, zu denen vereinsamte ältere Menschen noch Kontakt hätten, begrüßte es der Präsident des oberösterreichischen Roten Kreuzes, Walter Aichinger, wenn ein Werbespot wie #Heimkommen dafür wirbt, anderen Menschen Zeit zu schenken. Der Erfolg von Heimkommen schlug sich nach Angaben der Ratingagentur Advertising nicht in einem höheren Umsatz nieder, da der Werbespot bei Konsumenten einen verkaufshemmenden Effekt auslöst, da das Unternehmen Edeka mit Einsamkeit, Trauer und Tod in Verbindung gebracht worden sei.

## Auszeichnungen
- Webvideopreis Deutschland 2016